# Papy Okitankoy Kimoto
Papy Okitankoy Kimoto (ur. 6 czerwca 1974 w Kinszasie) – kongijski piłkarz grający na pozycji pomocnika. W latach 1997–2005 grał w reprezentacji Demokratycznej Republiki Konga.

## Kariera klubowa
Karierę piłkarską Kimoto rozpoczął w klubie AC Sodigraf. W jego barwach zadebiutował w 1996 roku w pierwszej lidze Demokratycznej Republiki Konga i grał w nim do 1997 roku. W debiutanckim sezonie dotarł z zespołem Sodigraf do finału Pucharu Zdobywców Pucharów, w którym kongijski klub przegrał z Arab Contractors SC (0:0, 0:4). W 1998 roku przeszedł AS Vita Club z Kinszasy. Grał w nim przez 2 lata.
W 1999 roku Kimoto został piłkarzem belgijskiego KSC Lokeren. Na sezon 2003/2004 Kongijczyk odszedł do Standardu Liège. W 2004 roku przeszedł do Sint-Truidense VV, gdzie spędził rok.
Latem 2005 Kimoto przeszedł do izraelskiego Maccabi Netanja. W kolejnym sezonie grał w innym klubie z tego kraju, Maccabi Herclijja. Z kolei w sezonie 2007/2008 występował w Hapoelu Petach Tikwa. W 2008 roku wrócił do Belgii i przez pół roku był piłkarzem RFC Liège. Na początku 2009 roku Kimoto wyjechał na Cypr i został piłkarzem Atromitosu Jeroskipu, z którym spadł z pierwszej do drugiej ligi. W sezonie 2010/2011 grał w APEP Pitsilia, a w sezonie 2011/2012 w RFC Liège.
| Sezon   | Klub                | Kraj                          | Rozgrywki                 | Mecze | Bramki |
| ------- | ------------------- | ----------------------------- | ------------------------- | ----- | ------ |
| 1996    | AC Sodigraf         | Demokratyczna Republika Konga | Linafoot                  | ?     | ?      |
| 1997    | AC Sodigraf         | Demokratyczna Republika Konga | Linafoot                  | ?     | ?      |
| 1998    | AS Vita Club        | Demokratyczna Republika Konga | Linafoot                  | ?     | ?      |
| 1999    | AS Vita Club        | Demokratyczna Republika Konga | Linafoot                  | ?     | ?      |
| 1999/00 | KSC Lokeren         | Belgia                        | Eerste Klasse             | 17    | 4      |
| 2000/01 | KSC Lokeren         | Belgia                        | Eerste Klasse             | 4     | 0      |
| 2001/02 | KSC Lokeren         | Belgia                        | Eerste Klasse             | 19    | 1      |
| 2002/03 | KSC Lokeren         | Belgia                        | Eerste Klasse             | 29    | 8      |
| 2003/04 | Standard Liège      | Belgia                        | Eerste Klasse             | 17    | 2      |
| 2004/05 | Sint-Truidense VV   | Belgia                        | Eerste Klasse             | 19    | 1      |
| 2005/06 | Maccabi Netanja     | Izrael                        | Ligat ha’Al               | 27    | 10     |
| 2006/07 | Maccabi Herclijja   | Izrael                        | Ligat ha’Al               | 17    | 3      |
| 2007/08 | Hapoel Petach Tikwa | Izrael                        | Liga Leumit               | 32    | 7      |
| 2008/09 | RFC Liège           | Belgia                        | Tweede Klasse             | 16    | 6      |
| 2008/09 | Atromitos Jeroskipu | Cypr                          | Protathlima A’ Kategorias | 8     | 6      |
| 2009/10 | Atromitos Jeroskipu | Cypr                          | Protathlima B’ Kategorias | 16    | 13     |
| 2010/11 | APEP Pitsilia       | Cypr                          | Protathlima B’ Kategorias | 13    | 7      |

## Kariera reprezentacyjna
W reprezentacji Demokratycznej Republiki Konga Kimoto zadebiutował w 1997 roku. W 1998 roku zagrał w 5 meczach Pucharu Narodów Afryki 1998, na którym Demokratyczna Republika Konga zajęła 3. miejsce. Były to mecze z: Tunezją (1:2 i gol), z Ghaną (1:0), ćwierćfinał z Kamerunem (1:0), półfinał z Republiką Południowej Afryki (1:2) i o 3. miejsce z Burkina Faso (4:4, k. 4:1).
W 2002 roku Kimoto był w kadrze narodowej na Puchar Narodów Afryki 2002. Jego dorobek na tym turnieju to 3 spotkania: z Togo (0:0), z Wybrzeżem Kości Słoniowej (3:1 i gol) i ćwierćfinale z Senegalem (0:2). W kadrze narodowej grał do 2005 roku.